# Kozja Reka
Kozja Reka är ett periodiskt vattendrag i Nordmakedonien. Det rinner genom kommunen Kriva Palanka, i den nordöstra delen av landet, 80 kilometer öster om huvudstaden Skopje.